# Acridinae (amphibien)
Pour les articles homonymes, voir Acridinae.
Sous-famille
Les Acridinae sont une sous-famille d'Amphibiens anoures de la famille des Hylidae. Les espèces de cette sous-famille vivent toutes en Amérique du Nord.

## Liste des genres
Selon Amphibian Species of the World (7 déc. 2018) :
- Acris Duméril & Bibron, 1841 (3 esp.)
- Pseudacris Fitzinger, 1843 (18 esp.)